# Valentine Mott
Valentine Mott (Glen Cove, Nueva York; 20 de agosto de 1785-Nueva York, Nueva York; 26 de abril de 1865) fue un cirujano estadounidense.

## Biografía
Era hijo de Henry Mott y descendiente de cuáqueros ingleses asentados en Long Island desde 1660. Se inició en la medicina bajo la tutela de su primo, el eminente cirujano Valentine Reaman. Posteriormente se graduó en la Universidad de Columbia en 1806 y partió a Londres donde continuó su formación bajo la tutela de Astley Cooper. También estuvo en Edimburgo junto a otros prestigiosos cirujanos.
Tras trabajar como profesor de anatomía, logró un puesto como profesor de cirugía en el Universidad de Columbia en 1809. Entre 1811 y 1834 acumuló gran experiencia como cirujano y logró grandes éxitos tanto en la práctica como en la enseñanza de la medicina.
Ligó la arteria innonimada en 1818 logrando que el paciente sobreviviera veintiséis días más. Practicó operaciones similar en la arteria carótida en 46 ocasiones con buenos resultados. En 1827, realizó con éxito una operación en la vena ilíaca. Se le atribuyen mil amputaciones y ciento sesenta y cinco litotomías.
Tras pasar siete años en Europa (1834-1841), Mott regresó a Nueva York donde fundó la facultad de la escuela médica de Nueva York —la actual New York University School of Medicine—. Era asociado extranjero de la Academia Imperial de Medicina de París.

## Obras
En 1818, junto a John Watts y Alexander H. Stevens, empezó a publicar New York Medical and Surgical Register, una crónica que pretendía recoger los casos más importantes siguiendo el modelo de Dublín Hospital Report. Supervisó la traducción de Surgical Anatomy de Alfred-Armand-Louis-Marie Velpeau para la que escribió un prefacio y abundantes notas y ejemplos de sus propios casos.
En 1862 recibió el encargo de la Comisión Sanitaria de los Estados Unidos, de preparar un estudio sobre el uso de la anestesia en cirujanos militares y otro sobre la supresión de hemorragias en heridas de bala, ambos entendidos como guías para su uso en campo de batalla.
Publicó la mayor parte de sus artículos en la revista Transactions y uno sobre un tumor congénito (pachydermatocele) en la Royal Medical and Chirurgical Society de Londres.
Se escribieron varias biografías sobre su vida y trayectoria profesional: Samuel W. Francis publicó Mott's Cliniques, un resumen de sus últimas clases (Nueva York, 1860). Memoir of the Life and Character of Mort, Facile Princeps, de Samuel W. Francis (Nueva York, 1865); Eulogy on the Late Valentine Mott, de Alfred C. Post (1865); y Memoir of Valentine Mott, de Samuel D. Gross (Filadelfia, 1868).